# A Comore-szigetek a 2024. évi nyári olimpiai játékokon
A Comore-szigetek a franciaországi Párizsban megrendezett 2024. évi nyári olimpiai játékok egyik részt vevő nemzete volt. Az országot az olimpián 3 sportágban 4 sportoló képviselte, akik érmet nem szereztek.

## Atlétika
Férfi
| Versenyző        | Versenyszám | Selejtező | Selejtező | Selejtező | Előfutam | Előfutam | Előfutam | Elődöntő | Elődöntő | Elődöntő | Döntő   | Döntő    |
| Versenyző        | Versenyszám | Idő       | Hely.     | Össz.     | Idő      | Hely.    | Össz.    | Idő      | Hely.    | Össz.    | Idő     | Helyezés |
| ---------------- | ----------- | --------- | --------- | --------- | -------- | -------- | -------- | -------- | -------- | -------- | ------- | -------- |
| Hachim Maaroufou | 100 m       | 10,44     | 3.        | 12.       | 10,52    | 9.       | 63.      | kiesett  | kiesett  | kiesett  | kiesett | kiesett  |

## Kajak-kenu

### Szlalom
Férfi
| Versenyző  | Versenyszám | Selejtező | Selejtező | Selejtező | Selejtező | Selejtező     | Selejtező     | Elődöntő | Elődöntő | Döntő   | Döntő    |
| Versenyző  | Versenyszám | 1. futam  | 1. futam  | 2. futam  | 2. futam  | Jobb eredmény | Jobb eredmény | Elődöntő | Elődöntő | Döntő   | Döntő    |
| Versenyző  | Versenyszám | Pont      | Hely.     | Pont      | Hely.     | Pont          | Hely.         | Pont     | Hely.    | Pont    | Helyezés |
| ---------- | ----------- | --------- | --------- | --------- | --------- | ------------- | ------------- | -------- | -------- | ------- | -------- |
| Andy Barat | Kajak egyes | 105,82    | 22.       | 107,59    | 20.       | 105,82        | 24.           | kiesett  | kiesett  | kiesett | kiesett  |

Krossz
| Versenyző  | Versenyszám | Selejtező | Selejtező | 1. forduló                                        | 1. forduló | Vigaszág                                                                  | Vigaszág | Nyolcaddöntő | Nyolcaddöntő | Negyeddöntő | Negyeddöntő | Elődöntő   | Elődöntő | 5–8. helyért | 5–8. helyért | Döntő      | Döntő   | Helyezés |
| Versenyző  | Versenyszám | Idő       | Hely.     | Ellenfelek                                        | Hely.      | Ellenfelek                                                                | Hely.    | Ellenfelek   | Hely.        | Ellenfelek  | Hely.       | Ellenfelek | Hely.    | Ellenfelek   | Hely.        | Ellenfelek | Hely.   | Helyezés |
| ---------- | ----------- | --------- | --------- | ------------------------------------------------- | ---------- | ------------------------------------------------------------------------- | -------- | ------------ | ------------ | ----------- | ----------- | ---------- | -------- | ------------ | ------------ | ---------- | ------- | -------- |
| Andy Barat | Férfi       | 76,95     | 30.       | 4 csoport · Boris Neveu (FRA) · Lukáš Rohan (CZE) | 3.         | 5 csoport · Tristan Carter (AUS) · Peter Kauzer (SLO) · Joris Otten (NED) | 4.       | kiesett      | kiesett      | kiesett     | kiesett     | kiesett    | kiesett  | kiesett      | kiesett      | kiesett    | kiesett | 38.      |

## Úszás
Férfi
| Versenyző     | Versenyszám | Előfutam | Előfutam | Előfutam | Elődöntő | Elődöntő | Elődöntő | Döntő   | Döntő    |
| Versenyző     | Versenyszám | Idő      | Hely.    | Össz.    | Idő      | Hely.    | Össz.    | Idő     | Helyezés |
| ------------- | ----------- | -------- | -------- | -------- | -------- | -------- | -------- | ------- | -------- |
| Hadji Hassane | 100 m gyors | 1:07,21  | 7.       | 79.      | kiesett  | kiesett  | kiesett  | kiesett | kiesett  |

Női
| Versenyző    | Versenyszám | Előfutam | Előfutam | Előfutam | Elődöntő | Elődöntő | Elődöntő | Döntő   | Döntő    |
| Versenyző    | Versenyszám | Idő      | Hely.    | Össz.    | Idő      | Hely.    | Össz.    | Idő     | Helyezés |
| ------------ | ----------- | -------- | -------- | -------- | -------- | -------- | -------- | ------- | -------- |
| Maesha Saadi | 50 m gyors  | 29,60    | 1.       | 57.      | kiesett  | kiesett  | kiesett  | kiesett | kiesett  |